# Selección de fútbol sub-23 de Uruguay
La selección de fútbol de Uruguay sub-23 es el equipo de fútbol que representa a Uruguay compuesto por jugadores menores de 23 años. Es la selección que representa al país en los Juegos Olímpicos.

## Historia

### Uruguay en los Juegos Olímpicos Londres 2012
Luego de 84 años de ausencia, Uruguay retorna a los Juegos Olímpicos para jugar en Londres. Uruguay se encontró en el Grupo A junto a Senegal, Gran Bretaña y Emiratos Árabes Unidos. Quedó eliminado en su grupo luego de haber ganado un partido y perdido los otros dos.
| Pos. | Equipo                 | Pts. | PJ | PG | PE | PP | GF | GC | Dif. |
| ---- | ---------------------- | ---- | -- | -- | -- | -- | -- | -- | ---- |
| 1.º  | Reino Unido            | 7    | 3  | 2  | 1  | 0  | 5  | 2  | 3    |
| 2.º  | Senegal                | 5    | 3  | 1  | 2  | 0  | 4  | 2  | 2    |
| 3.º  | Uruguay                | 3    | 3  | 1  | 0  | 2  | 2  | 4  | −2   |
| 4.º  | Emiratos Árabes Unidos | 1    | 3  | 0  | 1  | 2  | 3  | 6  | −3   |

|  | Clasificados a cuartos de final |

| Grupo A, 1ª Jornada; 26 de julio de 2012 | Emiratos Árabes Unidos | 1:2 (1:1) | Uruguay                   | Old Trafford, Mánchester                                  |                                                           |
| 17:00 (WEST)                             | Matar 23'              | Reporte   | Ramírez 42' · Lodeiro 56' | Asistencia: 51 745 espectadores Árbitro(s): Peter O'Leary | Asistencia: 51 745 espectadores Árbitro(s): Peter O'Leary |

| Grupo A, 2ª Jornada; 29 de julio de 2012 | Senegal         | 2:0 (2:0) | Uruguay | Estadio de Wembley, Londres                             |                                                         |
| 17:00 (WEST)                             | Konaté 10', 37' | Reporte   |         | Asistencia: 75 093 espectadores Árbitro(s): Felix Brych | Asistencia: 75 093 espectadores Árbitro(s): Felix Brych |

| Grupo A, 3ª Jornada; 1º de agosto de 2012 | Reino Unido     | 1:0 (1:0) | Uruguay | Millennium Stadium, Cardiff                                  |                                                              |
| 19:45 (WEST)                              | Sturridge 45+1' | Reporte   |         | Asistencia: 70 438 espectadores Árbitro(s): Yuichi Nishimura | Asistencia: 70 438 espectadores Árbitro(s): Yuichi Nishimura |

## Jugadores

### Última convocatoria
Jugadores convocados para el Torneo Preolímpico Sudamericano 2024.

## Resultados

### Fútbol en los Juegos Olímpicos
| Año                 | Fase                                                                     | Posición                                                                 | PJ                                                                       | PG                                                                       | PE                                                                       | PP                                                                       | GF                                                                       | GC                                                                       |                                                                          |
| ------------------- | ------------------------------------------------------------------------ | ------------------------------------------------------------------------ | ------------------------------------------------------------------------ | ------------------------------------------------------------------------ | ------------------------------------------------------------------------ | ------------------------------------------------------------------------ | ------------------------------------------------------------------------ | ------------------------------------------------------------------------ | ------------------------------------------------------------------------ |
| Atenas 1896         | No hubo competición de fútbol                                            | No hubo competición de fútbol                                            | No hubo competición de fútbol                                            | No hubo competición de fútbol                                            | No hubo competición de fútbol                                            | No hubo competición de fútbol                                            | No hubo competición de fútbol                                            | No hubo competición de fútbol                                            | No hubo competición de fútbol                                            |
| París 1900          | En 1900 y 1904 los Juegos Olímpicos los disputaron clubes                | En 1900 y 1904 los Juegos Olímpicos los disputaron clubes                | En 1900 y 1904 los Juegos Olímpicos los disputaron clubes                | En 1900 y 1904 los Juegos Olímpicos los disputaron clubes                | En 1900 y 1904 los Juegos Olímpicos los disputaron clubes                | En 1900 y 1904 los Juegos Olímpicos los disputaron clubes                | En 1900 y 1904 los Juegos Olímpicos los disputaron clubes                | En 1900 y 1904 los Juegos Olímpicos los disputaron clubes                | En 1900 y 1904 los Juegos Olímpicos los disputaron clubes                |
| St. Louis 1904      | En 1900 y 1904 los Juegos Olímpicos los disputaron clubes                | En 1900 y 1904 los Juegos Olímpicos los disputaron clubes                | En 1900 y 1904 los Juegos Olímpicos los disputaron clubes                | En 1900 y 1904 los Juegos Olímpicos los disputaron clubes                | En 1900 y 1904 los Juegos Olímpicos los disputaron clubes                | En 1900 y 1904 los Juegos Olímpicos los disputaron clubes                | En 1900 y 1904 los Juegos Olímpicos los disputaron clubes                | En 1900 y 1904 los Juegos Olímpicos los disputaron clubes                | En 1900 y 1904 los Juegos Olímpicos los disputaron clubes                |
| Londres 1908        | De 1908 a 1928 los Juegos Olímpicos los disputaron selecciones mayores   | De 1908 a 1928 los Juegos Olímpicos los disputaron selecciones mayores   | De 1908 a 1928 los Juegos Olímpicos los disputaron selecciones mayores   | De 1908 a 1928 los Juegos Olímpicos los disputaron selecciones mayores   | De 1908 a 1928 los Juegos Olímpicos los disputaron selecciones mayores   | De 1908 a 1928 los Juegos Olímpicos los disputaron selecciones mayores   | De 1908 a 1928 los Juegos Olímpicos los disputaron selecciones mayores   | De 1908 a 1928 los Juegos Olímpicos los disputaron selecciones mayores   | De 1908 a 1928 los Juegos Olímpicos los disputaron selecciones mayores   |
| Estocolmo 1912      | De 1908 a 1928 los Juegos Olímpicos los disputaron selecciones mayores   | De 1908 a 1928 los Juegos Olímpicos los disputaron selecciones mayores   | De 1908 a 1928 los Juegos Olímpicos los disputaron selecciones mayores   | De 1908 a 1928 los Juegos Olímpicos los disputaron selecciones mayores   | De 1908 a 1928 los Juegos Olímpicos los disputaron selecciones mayores   | De 1908 a 1928 los Juegos Olímpicos los disputaron selecciones mayores   | De 1908 a 1928 los Juegos Olímpicos los disputaron selecciones mayores   | De 1908 a 1928 los Juegos Olímpicos los disputaron selecciones mayores   | De 1908 a 1928 los Juegos Olímpicos los disputaron selecciones mayores   |
| Amberes 1920        | De 1908 a 1928 los Juegos Olímpicos los disputaron selecciones mayores   | De 1908 a 1928 los Juegos Olímpicos los disputaron selecciones mayores   | De 1908 a 1928 los Juegos Olímpicos los disputaron selecciones mayores   | De 1908 a 1928 los Juegos Olímpicos los disputaron selecciones mayores   | De 1908 a 1928 los Juegos Olímpicos los disputaron selecciones mayores   | De 1908 a 1928 los Juegos Olímpicos los disputaron selecciones mayores   | De 1908 a 1928 los Juegos Olímpicos los disputaron selecciones mayores   | De 1908 a 1928 los Juegos Olímpicos los disputaron selecciones mayores   | De 1908 a 1928 los Juegos Olímpicos los disputaron selecciones mayores   |
| París 1924          | De 1908 a 1928 los Juegos Olímpicos los disputaron selecciones mayores   | De 1908 a 1928 los Juegos Olímpicos los disputaron selecciones mayores   | De 1908 a 1928 los Juegos Olímpicos los disputaron selecciones mayores   | De 1908 a 1928 los Juegos Olímpicos los disputaron selecciones mayores   | De 1908 a 1928 los Juegos Olímpicos los disputaron selecciones mayores   | De 1908 a 1928 los Juegos Olímpicos los disputaron selecciones mayores   | De 1908 a 1928 los Juegos Olímpicos los disputaron selecciones mayores   | De 1908 a 1928 los Juegos Olímpicos los disputaron selecciones mayores   | De 1908 a 1928 los Juegos Olímpicos los disputaron selecciones mayores   |
| Ámsterdam 1928      | De 1908 a 1928 los Juegos Olímpicos los disputaron selecciones mayores   | De 1908 a 1928 los Juegos Olímpicos los disputaron selecciones mayores   | De 1908 a 1928 los Juegos Olímpicos los disputaron selecciones mayores   | De 1908 a 1928 los Juegos Olímpicos los disputaron selecciones mayores   | De 1908 a 1928 los Juegos Olímpicos los disputaron selecciones mayores   | De 1908 a 1928 los Juegos Olímpicos los disputaron selecciones mayores   | De 1908 a 1928 los Juegos Olímpicos los disputaron selecciones mayores   | De 1908 a 1928 los Juegos Olímpicos los disputaron selecciones mayores   | De 1908 a 1928 los Juegos Olímpicos los disputaron selecciones mayores   |
| Los Ángeles 1932    | No hubo competición de fútbol                                            | No hubo competición de fútbol                                            | No hubo competición de fútbol                                            | No hubo competición de fútbol                                            | No hubo competición de fútbol                                            | No hubo competición de fútbol                                            | No hubo competición de fútbol                                            | No hubo competición de fútbol                                            | No hubo competición de fútbol                                            |
| Berlín 1936         | En 1936 y 1948 los Juegos Olímpicos los disputaron selecciones absolutas | En 1936 y 1948 los Juegos Olímpicos los disputaron selecciones absolutas | En 1936 y 1948 los Juegos Olímpicos los disputaron selecciones absolutas | En 1936 y 1948 los Juegos Olímpicos los disputaron selecciones absolutas | En 1936 y 1948 los Juegos Olímpicos los disputaron selecciones absolutas | En 1936 y 1948 los Juegos Olímpicos los disputaron selecciones absolutas | En 1936 y 1948 los Juegos Olímpicos los disputaron selecciones absolutas | En 1936 y 1948 los Juegos Olímpicos los disputaron selecciones absolutas | En 1936 y 1948 los Juegos Olímpicos los disputaron selecciones absolutas |
| Londres 1948        | En 1936 y 1948 los Juegos Olímpicos los disputaron selecciones absolutas | En 1936 y 1948 los Juegos Olímpicos los disputaron selecciones absolutas | En 1936 y 1948 los Juegos Olímpicos los disputaron selecciones absolutas | En 1936 y 1948 los Juegos Olímpicos los disputaron selecciones absolutas | En 1936 y 1948 los Juegos Olímpicos los disputaron selecciones absolutas | En 1936 y 1948 los Juegos Olímpicos los disputaron selecciones absolutas | En 1936 y 1948 los Juegos Olímpicos los disputaron selecciones absolutas | En 1936 y 1948 los Juegos Olímpicos los disputaron selecciones absolutas | En 1936 y 1948 los Juegos Olímpicos los disputaron selecciones absolutas |
| Helsinki 1952       | De 1952 a 1988 los Juegos Olímpicos los disputaron selecciones amateur   | De 1952 a 1988 los Juegos Olímpicos los disputaron selecciones amateur   | De 1952 a 1988 los Juegos Olímpicos los disputaron selecciones amateur   | De 1952 a 1988 los Juegos Olímpicos los disputaron selecciones amateur   | De 1952 a 1988 los Juegos Olímpicos los disputaron selecciones amateur   | De 1952 a 1988 los Juegos Olímpicos los disputaron selecciones amateur   | De 1952 a 1988 los Juegos Olímpicos los disputaron selecciones amateur   | De 1952 a 1988 los Juegos Olímpicos los disputaron selecciones amateur   | De 1952 a 1988 los Juegos Olímpicos los disputaron selecciones amateur   |
| Melbourne 1956      | De 1952 a 1988 los Juegos Olímpicos los disputaron selecciones amateur   | De 1952 a 1988 los Juegos Olímpicos los disputaron selecciones amateur   | De 1952 a 1988 los Juegos Olímpicos los disputaron selecciones amateur   | De 1952 a 1988 los Juegos Olímpicos los disputaron selecciones amateur   | De 1952 a 1988 los Juegos Olímpicos los disputaron selecciones amateur   | De 1952 a 1988 los Juegos Olímpicos los disputaron selecciones amateur   | De 1952 a 1988 los Juegos Olímpicos los disputaron selecciones amateur   | De 1952 a 1988 los Juegos Olímpicos los disputaron selecciones amateur   | De 1952 a 1988 los Juegos Olímpicos los disputaron selecciones amateur   |
| Roma 1960           | De 1952 a 1988 los Juegos Olímpicos los disputaron selecciones amateur   | De 1952 a 1988 los Juegos Olímpicos los disputaron selecciones amateur   | De 1952 a 1988 los Juegos Olímpicos los disputaron selecciones amateur   | De 1952 a 1988 los Juegos Olímpicos los disputaron selecciones amateur   | De 1952 a 1988 los Juegos Olímpicos los disputaron selecciones amateur   | De 1952 a 1988 los Juegos Olímpicos los disputaron selecciones amateur   | De 1952 a 1988 los Juegos Olímpicos los disputaron selecciones amateur   | De 1952 a 1988 los Juegos Olímpicos los disputaron selecciones amateur   | De 1952 a 1988 los Juegos Olímpicos los disputaron selecciones amateur   |
| Tokio 1964          | De 1952 a 1988 los Juegos Olímpicos los disputaron selecciones amateur   | De 1952 a 1988 los Juegos Olímpicos los disputaron selecciones amateur   | De 1952 a 1988 los Juegos Olímpicos los disputaron selecciones amateur   | De 1952 a 1988 los Juegos Olímpicos los disputaron selecciones amateur   | De 1952 a 1988 los Juegos Olímpicos los disputaron selecciones amateur   | De 1952 a 1988 los Juegos Olímpicos los disputaron selecciones amateur   | De 1952 a 1988 los Juegos Olímpicos los disputaron selecciones amateur   | De 1952 a 1988 los Juegos Olímpicos los disputaron selecciones amateur   | De 1952 a 1988 los Juegos Olímpicos los disputaron selecciones amateur   |
| México 1968         | De 1952 a 1988 los Juegos Olímpicos los disputaron selecciones amateur   | De 1952 a 1988 los Juegos Olímpicos los disputaron selecciones amateur   | De 1952 a 1988 los Juegos Olímpicos los disputaron selecciones amateur   | De 1952 a 1988 los Juegos Olímpicos los disputaron selecciones amateur   | De 1952 a 1988 los Juegos Olímpicos los disputaron selecciones amateur   | De 1952 a 1988 los Juegos Olímpicos los disputaron selecciones amateur   | De 1952 a 1988 los Juegos Olímpicos los disputaron selecciones amateur   | De 1952 a 1988 los Juegos Olímpicos los disputaron selecciones amateur   | De 1952 a 1988 los Juegos Olímpicos los disputaron selecciones amateur   |
| Múnich 1972         | De 1952 a 1988 los Juegos Olímpicos los disputaron selecciones amateur   | De 1952 a 1988 los Juegos Olímpicos los disputaron selecciones amateur   | De 1952 a 1988 los Juegos Olímpicos los disputaron selecciones amateur   | De 1952 a 1988 los Juegos Olímpicos los disputaron selecciones amateur   | De 1952 a 1988 los Juegos Olímpicos los disputaron selecciones amateur   | De 1952 a 1988 los Juegos Olímpicos los disputaron selecciones amateur   | De 1952 a 1988 los Juegos Olímpicos los disputaron selecciones amateur   | De 1952 a 1988 los Juegos Olímpicos los disputaron selecciones amateur   | De 1952 a 1988 los Juegos Olímpicos los disputaron selecciones amateur   |
| Montreal 1976       | De 1952 a 1988 los Juegos Olímpicos los disputaron selecciones amateur   | De 1952 a 1988 los Juegos Olímpicos los disputaron selecciones amateur   | De 1952 a 1988 los Juegos Olímpicos los disputaron selecciones amateur   | De 1952 a 1988 los Juegos Olímpicos los disputaron selecciones amateur   | De 1952 a 1988 los Juegos Olímpicos los disputaron selecciones amateur   | De 1952 a 1988 los Juegos Olímpicos los disputaron selecciones amateur   | De 1952 a 1988 los Juegos Olímpicos los disputaron selecciones amateur   | De 1952 a 1988 los Juegos Olímpicos los disputaron selecciones amateur   | De 1952 a 1988 los Juegos Olímpicos los disputaron selecciones amateur   |
| Moscú 1980          | De 1952 a 1988 los Juegos Olímpicos los disputaron selecciones amateur   | De 1952 a 1988 los Juegos Olímpicos los disputaron selecciones amateur   | De 1952 a 1988 los Juegos Olímpicos los disputaron selecciones amateur   | De 1952 a 1988 los Juegos Olímpicos los disputaron selecciones amateur   | De 1952 a 1988 los Juegos Olímpicos los disputaron selecciones amateur   | De 1952 a 1988 los Juegos Olímpicos los disputaron selecciones amateur   | De 1952 a 1988 los Juegos Olímpicos los disputaron selecciones amateur   | De 1952 a 1988 los Juegos Olímpicos los disputaron selecciones amateur   | De 1952 a 1988 los Juegos Olímpicos los disputaron selecciones amateur   |
| Los Ángeles 1984    | De 1952 a 1988 los Juegos Olímpicos los disputaron selecciones amateur   | De 1952 a 1988 los Juegos Olímpicos los disputaron selecciones amateur   | De 1952 a 1988 los Juegos Olímpicos los disputaron selecciones amateur   | De 1952 a 1988 los Juegos Olímpicos los disputaron selecciones amateur   | De 1952 a 1988 los Juegos Olímpicos los disputaron selecciones amateur   | De 1952 a 1988 los Juegos Olímpicos los disputaron selecciones amateur   | De 1952 a 1988 los Juegos Olímpicos los disputaron selecciones amateur   | De 1952 a 1988 los Juegos Olímpicos los disputaron selecciones amateur   | De 1952 a 1988 los Juegos Olímpicos los disputaron selecciones amateur   |
| Seúl 1988           | De 1952 a 1988 los Juegos Olímpicos los disputaron selecciones amateur   | De 1952 a 1988 los Juegos Olímpicos los disputaron selecciones amateur   | De 1952 a 1988 los Juegos Olímpicos los disputaron selecciones amateur   | De 1952 a 1988 los Juegos Olímpicos los disputaron selecciones amateur   | De 1952 a 1988 los Juegos Olímpicos los disputaron selecciones amateur   | De 1952 a 1988 los Juegos Olímpicos los disputaron selecciones amateur   | De 1952 a 1988 los Juegos Olímpicos los disputaron selecciones amateur   | De 1952 a 1988 los Juegos Olímpicos los disputaron selecciones amateur   | De 1952 a 1988 los Juegos Olímpicos los disputaron selecciones amateur   |
| Barcelona 1992      | No se clasificó                                                          | No se clasificó                                                          | No se clasificó                                                          | No se clasificó                                                          | No se clasificó                                                          | No se clasificó                                                          | No se clasificó                                                          | No se clasificó                                                          | No se clasificó                                                          |
| Atlanta 1996        | No se clasificó                                                          | No se clasificó                                                          | No se clasificó                                                          | No se clasificó                                                          | No se clasificó                                                          | No se clasificó                                                          | No se clasificó                                                          | No se clasificó                                                          | No se clasificó                                                          |
| Sídney 2000         | No se clasificó                                                          | No se clasificó                                                          | No se clasificó                                                          | No se clasificó                                                          | No se clasificó                                                          | No se clasificó                                                          | No se clasificó                                                          | No se clasificó                                                          | No se clasificó                                                          |
| Atenas 2004         | No se clasificó                                                          | No se clasificó                                                          | No se clasificó                                                          | No se clasificó                                                          | No se clasificó                                                          | No se clasificó                                                          | No se clasificó                                                          | No se clasificó                                                          | No se clasificó                                                          |
| Pekín 2008          | No se clasificó                                                          | No se clasificó                                                          | No se clasificó                                                          | No se clasificó                                                          | No se clasificó                                                          | No se clasificó                                                          | No se clasificó                                                          | No se clasificó                                                          | No se clasificó                                                          |
| Londres 2012        | Primera Fase                                                             | 9°                                                                       | 3                                                                        | 1                                                                        | 0                                                                        | 2                                                                        | 2                                                                        | 4                                                                        |                                                                          |
| Río de Janeiro 2016 | No se clasificó                                                          | No se clasificó                                                          | No se clasificó                                                          | No se clasificó                                                          | No se clasificó                                                          | No se clasificó                                                          | No se clasificó                                                          | No se clasificó                                                          | No se clasificó                                                          |
| Tokio 2020          | No se clasificó                                                          | No se clasificó                                                          | No se clasificó                                                          | No se clasificó                                                          | No se clasificó                                                          | No se clasificó                                                          | No se clasificó                                                          | No se clasificó                                                          | No se clasificó                                                          |
| París 2024          | No se clasificó                                                          | No se clasificó                                                          | No se clasificó                                                          | No se clasificó                                                          | No se clasificó                                                          | No se clasificó                                                          | No se clasificó                                                          | No se clasificó                                                          | No se clasificó                                                          |
| Los Ángeles 2028    | Por disputarse                                                           | Por disputarse                                                           | Por disputarse                                                           | Por disputarse                                                           | Por disputarse                                                           | Por disputarse                                                           | Por disputarse                                                           | Por disputarse                                                           | Por disputarse                                                           |
| Total               | 1/8                                                                      | -                                                                        | -                                                                        | -                                                                        | -                                                                        | -                                                                        | -                                                                        | -                                                                        |                                                                          |